# Марія Елена Волш
Марія Елена Волш (ісп. María Elena Walsh; 1 лютого 1930 року, Рамос-Мехія, Великий Буенос-Айрес — 10 січня 2011 року, Буенос-Айрес, Аргентина) — аргентинська письменниця, композиторка, журналістка.

## Життєпис
Марія Елена Волш народилася 1 лютого 1930 року в м. Рамос-Мехія, передмісті Буенос-Айреса. Дитинство пройшло в літературному і музичному оточенні. В 15 років Марія Елена мала перші публікації в журналі El Hogar і газеті La Nación. 1947 року, перед здобуттям вищої освіти, вона видала свою першу книгу. Це була збірка віршів, яка отримала схвалення критиків і читачів. Закінчивши навчання 1948 року Марія Елена Волш подорожувала Північною Америкою. На початку 1950-х років провела чотири роки у Парижі. У складі дуету вона виконувала аргентинські пісні з співачкою Ледою Вальядарес. Повернулася до Аргентини 1956 року після революції. Від 1958 року Волш написала численні сценарії для ТБ, ігри, поеми, книги і пісні.
У роки аргентинської воєнізованої диктатури письменниця мала постійні конфлікти з владою, але її популярність захищала її. У відкритому листі вона критикувала цензуру режиму. 1985 року вона отримала звання почесного громадянина міста Буенос-Айрес. 1994 року вона була нагороджена премією Ганса Крістіана Андерсена.
Померла Марія Елена у віці вісімдесяти років від онкозахворювання у Буенос-Айресі. Похована на цвинтарі Ла-Чакаріта.

## Особисте життя
У 1947—1952 роках Волш була заручена з журналістом Анхелем Бономіні, але стосунки закінчилися через його постійні зради. Після цього тривалих стосунків з чоловіками не мала, ніколи не виходила заміж і не мала дітей, а з 1950-х років мала славу відкритої лесбійки.
У 1956—1962 роках жила з письменницею Ледою Вальядарес, з якою також мала творчий дует, який розпався через мистецькі розбіжності. 3 1966 року мала стосунки з кінорежисеркою Марією Ермінією Авельянедою, з якою також разом подорожувала і мала спільні творчі проєкти аж до 1980-х років, в тому числі і після розриву романтичних відносин.
Партнеркою Волш з 1978 року до її смерті в 2011 році була Сара Фасіо, аргентинська фотографка.

## Творчість
Марія Елена Волш надрукувала першу поему у 15 років у аргентинському журналі. Вона була поетом, романістом, музикантом, драматургом, композитором. З 1959 року писала окрім лірики також кіносценарії, п'єси, пісні, передусім дитячі пісні, які були популярні в Аргентині. Її улюблена аудиторія — діти, для яких вона написала більш сорока книг. У наступному списку містяться книги і великі газетні публікації.
- Otoño imperdonable (1947)
- Apenas Viaje (вірші) (1948)
- Baladas con Angel (вірші) (1951)
- Casi Milagro (вірші) (1958)
- Hecho a Mano (вірші) (1965)
- Juguemos en el mundo (вірші) (1971)
- La Sirena y el Capitán (1974)
- Cancionero contra el Mal de Ojo (вірші) (1976)
- Los Poemas (1982)
- Novios de Antaño (роман) (1990)
- Desventuras en el País-Jardín-de-Infantes (1993)
- Hotel Pioho's Palace (2002)
- Fantasmas en el Parque (2008)

Книги для дітей
- La Mona Jacinta (1960)
- La Familia Polillal (1960)
- Tutú Marambá (1960)
- Circo de Bichos (1961)
- Tres Morrongos (1961)
- El Reino del Revés (вірші і пісні) (1965)
- Zoo Loco (1965)
- Cuentopos de Gulubú (1966)
- Dailán Kifki (роман) (1966)
- Versos para Cebollitas (1966)
- Versos Folklóricos para Cebollitas (1967)
- Aire Libre (підручник) (1967)
- Versos Tradicionales para Cebollitas (1967)
- El Diablo Inglés (оповідання) (1970)
- Angelito (1974)
- El País de la Geometría (1974)
- Chaucha y Palito (оповідання) (1977)
- Veo Veo (1984)
- Bisa Vuela (1985)
- Los Glegos (1987)
- La Nube Traicionera (1989)

## Дискографія
Письменниця записала багато альбомів з піснями для дітей і для дорослих. У перших альбомах особливо відчутний вплив аргентинського фольклору.
як «Leda y María», разом з Ледою Вальядарес
- Chant d'Argentine (1954)
- Souns le Ciel de l'Argentine (1955)
- Entre Valles y Quebradas Vol. 1 & 2 (1957)
- Canciones del Tiempo de Maricastaña (1958)
- Leda y María Cantan Villancicos (EP) (1959)
- Canciones de Tutú Marambá (EP) (1960)

сольно
- Canciones para Mirar (разом з Ледою Вальядарес) (1962)
- Doña Disparate y Bambuco (EP) (разом з Ледою Вальядарес) (1962)
- Navidad para los Chicos (EP) (разом з Ледою Вальядарес) (1963)
- Canciones para Mí (1963)
- Canciones para Mirar (1963)
- El País de Nomeacuerdo (1967)
- El País de la Navidad (1968)
- Cuentopos (1968)
- Juguemos en el Mundo (1968)
- Cuentopos para el Recreo (1969)
- Juguemos en el Mundo II (1969)
- El Sol no tiene Bolsillos (1971)
- Como la Cigarra (1972)
- El Buen Modo (1976)
- De Puño y Letra (1976)